# Новая Вадул-Лека
Новая Вадул-Лека (рум. Vadul-Leca Nou, Вадул-Лека Ноу) — село в Теленештском районе Молдавии. Наряду с сёлами Казанешты и Вадул-Лека входит в состав коммуны Казанешты.

## География
Село расположено на высоте 134 метров над уровнем моря.

## Население
По данным переписи населения 2004 года, в селе Вадул-Лека Ноу проживает 22 человека (9 мужчин, 13 женщины).
Этнический состав села:
| Национальность | Число жителей | Процентный состав |
| -------------- | ------------- | ----------------- |
| молдаване      | 22            | 100.0             |
| Всего          | 22            | 100 %             |